# PECL
Principles of European Contract Law (PECL) er en international og europæisk privatkodifikation af principper for europæisk kontraktret, der indeholder forslag til lovbestemmelser. Det er et forsøg på at kodificere hovedprincipperne bag europæisk kontraktret. I lighed med Restatement of the Law i USA er PECL kommenteret af anerkendte jurister indenfor europæisk kontraktret. Til trods for at principperne er udviklet parallelt med UNIDROIT, er reguleringen tilsvarende. I modsætning til UNIDROIT er PECL et privat initiativ uden den samme formelle autoritet som UNIDROIT har.